# Argyrotheca hewatti
Argyrotheca hewatti är en armfotingsart som beskrevs av Cooper 1977. Argyrotheca hewatti ingår i släktet Argyrotheca och familjen Megathyrididae. Inga underarter finns listade i Catalogue of Life.